# 15 juin dans les chemins de fer
15 mai 15 juillet
Chronologies thématiques
- Croisades
- Sports
- Disney

Cette page concerne les événements qui se sont déroulés un 15 juin dans les chemins de fer.

## Événements

### XIXesiècle
- 1870. Algérie : Ouverture de la section Affreville-Relizane du chemin de fer d'Alger à Oran et embranchements (PLM, réseau algerien)
- 1885. France : inauguration de la section Bourges-Argent de la ligne de Bourges à gien avec embranchement sur Beaune la Rolande (Compagnie du chemin de fer de Paris à Orléans)
- 1885. France : ouverture de la section de Montmorillon-La Trimouille (ligne de Montmorillon à Saint-Aigny - Le Blanc), avec une station intermédiaire à Journet, par la Compagnie du chemin de fer de Paris à Orléans (PO)[1]

### XXesiècle
- 1902. États-Unis : le New York Central Railroad inaugure le 20th Century Limited, trains de voyageurs reliant Chicago (Illinois) à New York sur la façade atlantique.
- 2000. France : électrification de la ligne de Plouaret à Lannion (25 000 V 50 Hz)

### XXIesiècle
- 2007. Suisse : inauguration du Tunnel de base du Lötschberg long de 34,6 km, soit le troisième plus long tunnel ferroviaire du monde.
- 2011. France : circulation des 3 premiers MF 01 sur la ligne 5 du métro de Paris.

## Naissances
- 1808. France : naissance de Paul-Romain Chaperon à Libourne. Il deviendra un ingénieur pionnier des chemins de fer à la Compagnie du chemin de fer de Strasbourg à Bâle.